# Рибаришки проход

Рибаришки проход (или Рибаришка седловина) е планински проход (седловина) в западната част на Средна Стара планина, между Златишко-Тетевенската планина на запад и Троянска планина на изток в Община Тетевен, област Ловеч и Община Карлово, област Пловдив.
Проходът е с дължина 23,7 km, а надморската височина на седловината е 1500 m.
Проходът започва на 692 m н.в. в най-югоизточната част на село Рибарица и като камионен път се изкачва на юг по долината на Черната река (ляв приток на Бели Вит). След 7 km пътят свършва и от там нагоре на протежение от около 1 km, в източна посока има пътека, която се изкачва на седловината, на 1500 m н.в. в местността Ръждаво било, северно от връх Юмрука (1819 m). По-нататък пътеката продължава надолу вече по източния склон и след около 1,3 km слиза в най-горното течение на Бяла река (Дамлъдере, ляв приток на Стряма). Оттук надолу по долината на реката отново има камионен път, който след 10,4 km достига до северозападния край на село Христо Даново, на 560 m н.в. и проходът завършва.
Даже и през летния сезон седловината е трудно проходима и рядко се използва.

## Топографска карта
- Лист от карта K-35-37. Мащаб: 1 : 100 000.
- Лист от карта K-35-38. Мащаб: 1 : 100 000.